# Departamento Nacional de Estradas de Ferro

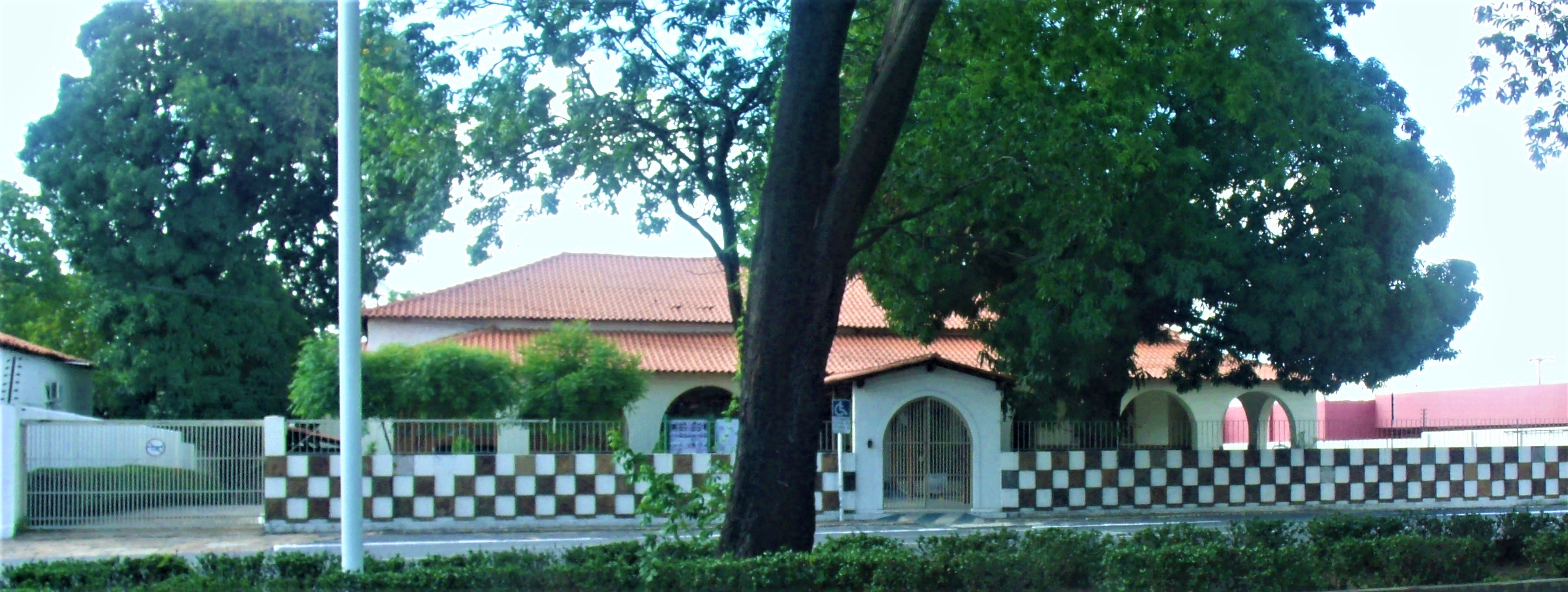
Palacete onde funcionou o DNEF, em Teresina.

O Departamento Nacional de estradas de Ferro (DNEF) foi um órgão do governo brasileiro de efetivamento de políticas ferroviárias.

## Histórico
A criação do DNEF e do Departamento Nacional de Estradas de Rodagem (DNER), foi efetivada pelo Decreto Lei n.º 3.163, de 31/03/1941.
Em dezembro de 1974, o DNEF é extinto e suas funções foram transferidas para a Secretaria-Geral do Ministério dos Transportes e para a Rede Ferroviária Federal (RFFSA).